# Història de la geofísica
El desenvolupament històric de la geofísica ha estat motivat per dos factors. Un d'ells és la curiositat investigadora de la humanitat relacionada amb el planeta Terra i els seus diversos components, els seus esdeveniments i els seus problemes. El segon és l'ús econòmic dels recursos de la Terra (dipòsits de minerals, petroli, recursos hídrics, etc.) i els perills relacionats amb la Terra, com ara terratrèmols, volcans, tsunamis, marees i inundacions.

## Període clàssic i d'observació
Cap al 240 aC, Eratòstenes de Cirene va mesurar la circumferència de la Terra utilitzant la geometria i l'angle del Sol a més d'una latitud a Egipte.
Hi ha informació sobre els terratrèmols a la Meteorologia d'Aristòtil, a Naturalis Historia de Plini el Vell i a la Geographica d'Estrabó. Aristòtil i Estrabó van registrar observacions sobre les marees.
Una explicació natural dels volcans la va emprendre per primera vegada el filòsof grec Empèdocles (c. 490-430 aC), que considerava que el món estava dividit en quatre forces elementals: terra, aire, foc i aigua. Va sostenir que els volcans eren manifestació del foc elemental. Els vents i els terratrèmols tindrien un paper clau en les explicacions dels volcans. Lucreci va afirmar que l'Etna estava completament buit i que els focs del subsòl van ser impulsats per un fort vent que circulava prop del nivell del mar. Plini el Vell va assenyalar que la presència de terratrèmols va precedir una erupció. Athanasius Kircher (1602–1680) va ser testimoni de les erupcions de l'Etna i l'Estromboli, després va visitar el cràter del Vesuvi i va publicar la seva visió d'una Terra amb un foc central connectat a molts altres causats per la crema de sofre, betum i carbó.

## Període instrumental i analític

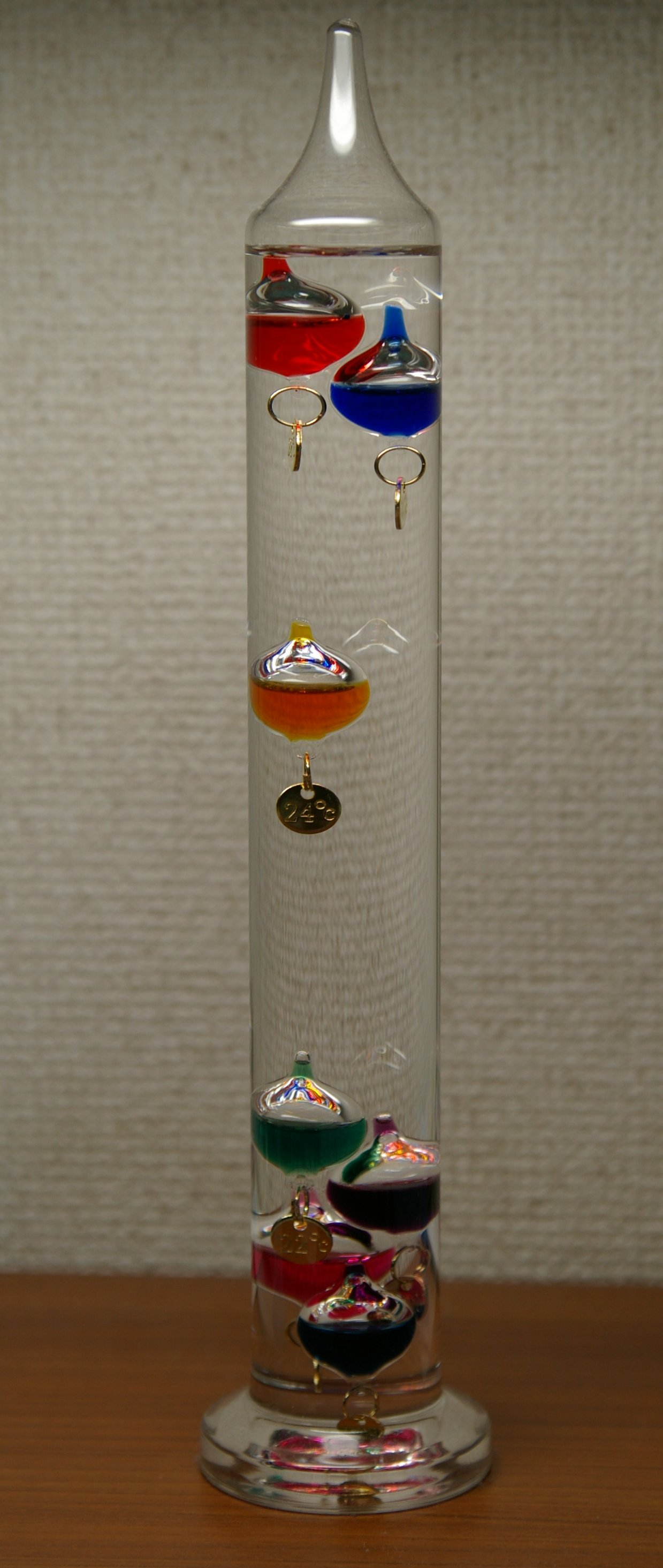
Un termòmetre galileà

Es podria dir que el primer tractat experimental modern va ser De Magnete (1600) de William Gilbert, en el qual va deduir que les brúixoles apunten al nord perquè la Terra mateixa és magnètica. El 1687 Isaac Newton va publicar els seus Principia, que no només van establir les bases de la mecànica clàssica i la gravitació sinó que també explicaven una varietat de fenòmens geofísics com les marees i la precessió de l'equinocci.
Aquestes anàlisis experimentals i matemàtiques es van aplicar a diverses àrees de la geofísica: la forma, la densitat i el camp gravitatori de la Terra ( Pierre Bouguer, Alexis Clairaut i Henry Cavendish), el camp magnètic terrestre ( Alexander von Humboldt, Edmund Halley i Carl Friedrich Gauss), la sismologia ( John Milne i Robert Mallet ), i l'edat de la Terra, la calor i la radioactivitat ( Arthur Holmes i William Thomson, 1r baró Kelvin).
Hi ha diverses descripcions i discussions sobre una teoria filosòfica del cicle de l'aigua de Marcus Vitruvius, Leonardo da Vinci i Bernard Palissy. Els pioners en hidrologia inclouen Pierre Perrault, Edme Mariotte i Edmund Halley en estudis sobre coses com la pluja, l'escorrentia, l'àrea de drenatge, la velocitat, les mesures de la secció transversal i el cabal. Els avenços del segle XVIII van incloure el piezòmetre de Daniel Bernoulli i l'equació de Bernoulli, així com el tub de Pitot d'Henri Pitot. Al segle xix, la hidrologia de les aigües subterrànies es va afavorir per la llei de Darcy, la fórmula del pou de Dupuit-Thiem i l'equació de Hagen-Poiseuille per als fluxos a través de canonades. Physical Geography of the Sea, el primer llibre de text d'oceanografia, va ser escrit per Matthew Fontaine Maury el 1855.
El termoscopi, o termòmetre de Galileu, va ser construït per Galileo Galilei l'any 1607. El 1643, Evangelista Torricelli va inventar el baròmetre de mercuri. Blaise Pascal (el 1648) va redescobrir que la pressió atmosfèrica disminueix amb l'alçada, i va deduir que hi ha un buit per sobre de l'atmosfera.

## Aparició com a disciplina
El primer ús conegut de la paraula geofísica va ser per Julius Fröbel el 1834 (en alemany). Es va utilitzar ocasionalment en les dècades següents, però no es va entendre fins que van començar a aparèixer revistes dedicades al tema, començant amb Beiträge zur Geophysik el 1887. El futur Journal of Geophysical Research es va fundar el 1896 amb el títol Terrestrial Magnetism . El 1898, es va fundar un Institut de Geofísica a la Universitat de Göttingen, i Emil Wiechert es va convertir en la primera Càtedra de Geofísica del món. Un marc internacional per a la geofísica va ser proporcionat per la fundació de la Unió Internacional de Geodèsia i Geofísica el 1919.

## Segle XX
El segle xx va ser una època revolucionària per a la geofísica. Com a esforç científic internacional entre 1957 i 1958, l'Any Geofísic Internacional o IGY va ser un dels més importants per a l'activitat científica de totes les disciplines de la geofísica: aurora i resplendor de l'aire, raigs còsmics, geomagnetisme, gravetat, física ionosfèrica, determinacions de longitud i latitud ( cartografia de precisió), meteorologia, oceanografia, sismologia i activitat solar.

### Interior de la Terra i sismologia

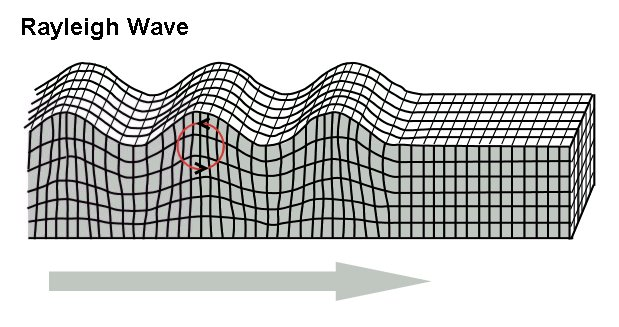
Onada de Rayleigh

La determinació de la física de l'interior de la Terra va ser possible gràcies al desenvolupament dels primers sismògrafs a la dècada de 1880. A partir del comportament de les ones reflectides a les capes internes de la Terra, es van desenvolupar diverses teories sobre què provocaria variacions en la velocitat de les ones o la pèrdua de determinades freqüències. Això va portar a científics com Inge Lehmann a descobrir la presència del nucli de la Terra el 1936. Beno Gutenberg i Harold Jeffreys van treballar per explicar la diferència en la densitat de la Terra a causa de la compressió i la velocitat de tall de les ones. Com que la sismologia es basa en ones elàstiques, la velocitat de les ones podria ajudar a determinar la densitat i, per tant, el comportament de les capes dins de la Terra.
A partir d'aquestes troballes es va elaborar una nomenclatura per al comportament de les ones sísmiques. Les ones P i les ones S es van utilitzar per descriure dos tipus d'ones corporals elàstiques possibles. Les ones de Love i les ones de Rayleigh es van utilitzar per descriure dos tipus d'ones superficials possibles.
Entre els científics que han contribuït als avenços en el coneixement sobre l'interior de la Terra i la sismologia inclouen Emil Wiechert, Beno Gutenberg, Andrija Mohorovičić, Harold Jeffreys, Inge Lehmann, Edward Bullard, Charles Francis Richter, Francis Birch, Frank Press, Hiroo Kanamori i Walter Elsasser.
Un tema molt debatut sobre l'interior de la Terra són els plomalls del mantell. Es teoritza que són magma en augment, que és responsable dels punts calents del món, com Hawaii. Originalment la teoria era que els plomalls del mantell s'aixecaven en un camí directe, però ara hi ha proves que els plomalls es poden desviar en petits graus a mesura que s'eleven. També es va trobar que el punt calent proposat a sota de Yellowstone pot no estar relacionat amb un plomall del mantell creixent. Aquesta teoria no s'ha investigat completament.

### Plaques tectòniques
Durant la segona meitat del segle xx, la teoria de la tectònica de plaques va ser desenvolupada per diversos col·laboradors com Alfred Wegener, Maurice Ewing, Robert S. Dietz, Harry Hammond Hess, Hugo Benioff, Walter C. Pitman, III, Frederick Vine, Drummond Matthews, Keith. Runcorn, Bryan L. Isacks, Edward Bullard, Xavier Le Pichon, Dan McKenzie, W. Jason Morgan i John Tuzo Wilson . Abans d'això, la gent tenia idees sobre la deriva continental, però cap evidència real no va arribar fins a finals del segle xx. Alexander von Humboldt va observar a principis del segle XIX la geometria i la geologia de les costes dels continents de l'oceà Atlàntic. James Hutton i Charles Lyell van provocar la idea del canvi gradual, l'uniformisme, que va ajudar a la gent a fer front a la lenta deriva dels continents. Alfred Wegener va encapçalar la teoria original de la deriva continental i va passar gran part de la seva vida dedicada a aquesta teoria. Va proposar " Pangea ", un continent gegant unificat.
Durant el desenvolupament de la teoria de la deriva continental, no hi va haver gaire exploració de la part oceànica del món, només continental. Una vegada que la gent va començar a prestar atenció a l'oceà, els geòlegs van descobrir que el sòl s'estava estenent i amb diferents ritmes en diferents llocs. Hi ha tres maneres principals de moure les plaques: transformar, divergent i convergent. També hi pot haver Rifts, zones on la terra comença a separar-se.

### Oceanografia
Els avenços en oceanografia física es van produir al segle xx. La profunditat del mar mitjançant mesures acústiques es va fer per primera vegada l'any 1914. L'expedició alemanya "Meteor" va reunir 70.000 mesures de profunditat de l'oceà mitjançant una ecosonda, examinant la dorsal de l'Atlàntic Mitjà entre 1925 i 1927. L'expedició HMS "Challenger" dirigida per Thomas Gaskell va identificar el Challenger Deep, el rècord que va establir el 1951. El Gran Rift Global va ser descobert per Maurice Ewing i Bruce Heezen el 1953, i la serralada sota l'Àrtic va ser trobada el 1954 per l'Institut Àrtic de l'URSS. La teoria de la propagació del fons marí va ser desenvolupada l'any 1960 per Harry Hammond Hess. El Programa de perforació oceànica va començar el 1966. S'ha posat molt èmfasi en l'aplicació d'ordinadors a gran escala a l'oceanografia per permetre prediccions numèriques de les condicions dels oceans i com a part de la predicció global del canvi ambiental

### Geomagnetisme

Polaritat geomagnètica, Cenozoic final

El moviment del metall fos conductor sota l'escorça terrestre, o la dinamo terrestre, és responsable de l'existència del camp magnètic. La interacció del camp magnètic i la radiació solar té un impacte en la quantitat de radiació que arriba a la superfície de la Terra i en la integritat de l'atmosfera. S'ha trobat que els pols magnètics de la Terra s'han invertit diverses vegades, la qual cosa permet als investigadors fer-se una idea de les condicions superficials del planeta en aquell moment. Es desconeix la causa de la inversió dels pols magnètics i els intervals de canvi varien i no mostren un interval consistent. Es creu que la inversió està correlacionada amb el mantell de la Terra, si bé encara es debat exactament com.
Les distorsions del camp magnètic terrestre provoquen el fenomen Aurora Boreal, comunament anomenada Aurora Boreal. El camp magnètic emmagatzema energia donada per partícules còsmiques conegudes com vent solar, que fa que les línies del camp magnètic s'expandeixin. Quan les línies es contrauen, alliberen aquesta energia, que es pot veure com l'aurora boreal.

### Influències atmosfèriques
El clima de la Terra canvia amb el temps a causa de la composició atmosfèrica del planeta, la lluminositat del sol i l'ocurrència d'esdeveniments catastròfics. :75
La composició atmosfèrica afecta i es veu afectada pels mecanismes biològics actius a la superfície terrestre. Els organismes afecten la quantitat d'oxigen en comparació amb el diòxid de carboni mitjançant la respiració i la fotosíntesi. També afecten els nivells de nitrogen mitjançant la fixació, la nitrificació i la desnitrificació. L'oceà és capaç d'absorbir diòxid de carboni de l'atmosfera, però això varia en funció dels nivells de nitrogen i fòsfor presents a l'aigua. :57Els humans també han jugat un paper en el canvi de la composició atmosfèrica de la Terra a través de subproductes industrials, la desforestació i els vehicles de motor.
La lluminositat del Sol augmenta a mesura que avança al llarg del seu cicle de vida i són visibles al llarg de milions d'anys. Es poden formar taques solars a la superfície del Sol, cosa que pot provocar una major variabilitat en les emissions que rep la Terra. :69
Els volcans es formen quan dues plaques es troben i una se subdueix sota l'altra. Així es formen al llarg de la majoria dels límits de plaques; l'Anell de foc n'és un exemple. L'estudi dels volcans al llarg dels límits de les plaques ha demostrat una correlació entre les erupcions i el clima. Alan Robock teoritza que l'activitat volcànica pot influir en el clima i pot provocar un refredament global durant anys. La idea principal, basada en les erupcions volcàniques, és que el diòxid de sofre alliberat pels volcans té un efecte important en el refredament de l'atmosfera després de l'erupció.
Els impactes de grans cossos celestes, generalment asteroides, creen ones de xoc que empenyen l'aire i distribueixen pols a l'atmosfera, bloquejant la llum solar. Això provoca un refredament global, que pot provocar la mort i possible extinció de moltes espècies.

### Aplicació industrial
Les aplicacions industrials de la geofísica es van desenvolupar a partir de la demanda d'exploració i recuperació de petroli a la dècada de 1920. Més tard es va millorar la geofísica del petroli, la mineria i les aigües subterrànies. La minimització del perill de terratrèmols i les investigacions de sòls/emplaçaments per a zones propenses als terratrèmols van ser noves aplicacions de l'enginyeria geofísica a la dècada de 1990
La sismologia s'utilitza a la indústria minera per llegir i construir models d'esdeveniments que poden haver estat causats o contribuïts pel procés de la mineria. Això permet als científics predir els perills associats a la mineria a la zona.
Igual que la mineria, les ones sísmiques s'utilitzen per crear models del subsòl de la Terra. Les característiques geològiques, anomenades trampes, que habitualment indiquen la presència de petroli, es poden identificar a partir del model i utilitzar-se per determinar els llocs adequats per perforar.
Les aigües subterrànies són molt vulnerables a la contaminació produïda per la indústria i l'eliminació de residus. Per tal de preservar la qualitat de les fonts d'aigua dolça, es creen mapes de profunditat de les aigües subterrànies i es comparen amb les ubicacions de les fonts contaminants.